# Walton (Leicestershire)
Walton es una localidad situada en el condado de Leicestershire, en Inglaterra (Reino Unido). Según el censo de 2011, tiene una población de 600 habitantes.
Está ubicada al oeste de la región Midlands del Este, cerca de la frontera con la región de Midlands del Oeste, de la autoridad unitaria de Leicester y de los montes Peninos.